# ملعب بيرداو
ملعب الحاكم خوسيه فراجيلي (Estádio Governador José Fragelli) ، المعروف بـ بيرداو (Verdão)، كان ملعبًا متعدد الأغراض في كويابا، البرازيل. الملعب، الذي استخدم في الغالب لمباريات كرة القدم، كان يتسع لـ 40 ألف شخص. .تم افتتاحه في عام 1976. في 2014 تم استبداله بملعب جديد لاستضافة مباريات في بطولة كأس العالم 2014.
الملعب مملوك لحكومة ولاية ماتو جروسو. تم تسمية الملعب على اسم خوسيه فراجيلي، الذي كان حاكم ولاية ماتو جروسو من عام 1970 حتى عام 1974.
بيرداو تعني "الأخضر الكبير" باللغة البرتغالية.